# 100 de dolari pentru șerif
100 de dolari pentru șerif (în engleză True Grit) este un western regizat de Henry Hathaway după un scenariu de Marguerite Roberts. În rolurile principale au interpretat actorii John Wayne, Glen Campbell și Kim Darby. Este o ecranizare a unui roman omonim din 1968 de Charles Portis.
A fost produs de studiourile Paramount Pictures și a avut premiera la 12 iunie 1969, fiind distribuit de Paramount Pictures. Coloana sonoră a fost compusă de Elmer Bernstein[*]. A avut încasări de 31,1 milioane de dolari americani.
John Wayne a primit Premiul Oscar pentru cel mai bun actor pentru rolul din acest film.

## Rezumat
În 1880, Frank Ross, din comitatul Yell, Arkansas, este ucis și jefuit de angajatul său, Tom Chaney. Tânăra fiică a lui Ross, Mattie, se duce la Fort Smith, unde îl angajează pe șeriful federal Reuben „Rooster” J. Cogburn pentru a-l prinde pe Chaney. Mattie a auzit că Cogburn este „un adevărat curajos” (true grit). Mattie face rost de bani pentru a-i plăti comisionul lui Rooster prin vânzarea cailor și a șeilor care au aparținut tatălui ei. Ea îi dă lui Cogburn o plată pentru a-l urmări și a-l captura pe Chaney, care s-a înhăitat cu proscrisul „Lucky” Ned Pepper în Teritoriul Indian (actuala Oklahoma).
Un tânăr ranger texan, La Boeuf, îl urmărește și el pe Chaney pentru uciderea unui senator american și își unește forțele cu Cogburn, în ciuda protestelor tinerei Mattie. Cei doi încearcă, fără succes, să scape de ea.
După câteva zile, cei trei descoperă hoții de cai Emmett Quincy și Moon, care îl așteaptă pe Pepper într-o cabană îndepărtată. Cogburn îi prinde și îi interoghează pe cei doi bărbați. Moon are piciorul rănit, iar Cogburn se folosește de acest lucru pentru a obține informații despre Pepper în schimbul ajutorului de a-l duce la un medic. Quincy îl înjunghie mortal pe Moon pentru a preveni acest lucru, iar Cogburn îl ucide pe Quincy. Înainte ca Moon să moară, el dezvăluie că Pepper și gașca lui va ajunge la cabană în acea noapte.
Rooster și La Boeuf le întind o capcană. La sosire, Pepper este suspicios și trage cu arma în aer, ceea ce îl face pe La Boeuf să tragă cu arma, lucru care le anulează capcana, calul lui Pepper este ucis astfel de La Boeuf. Urmează un schimb de focuri, în timpul căruia Cogburn și La Boeuf ucid doi bandiți, dar Pepper și restul oamenilor lui scapă nevătămați. Cogburn, La Boeuf și Mattie se îndreaptă spre magazinul lui McAlester cu cadavrele după recompensă și provizii. Cogburn încearcă fără succes s-o convingă pe Mattie să rămână aici.
Cei trei își reiau urmărirea. Într-o dimineață, în apropiere de locul unde se ascunde banda lui Pepper, Mattie se duce singură după apă și dă peste Chaney. Îl împușcă într-o coastă, accidental, pe Chaney cu arma tatălui ei, lucru care îi face pe ceilalți să apară în zonă. Pepper și gașca lui ajung mai întâi, o capturează pe Mattie și îi forțează pe Cogburn și La Boeuf să părăsească fata și să plece. Pepper pleacă cu banda, lăsându-i în urmă pe Mattie și Chaney, îndrumându-l să nu-i facă rău fetei.
Cogburn și La Bouf se repliază. La Boeuf o găsește pe Mattie și îl prinde pe Chaney, în timp ce Cogburn se confruntă cu Pepper și încă trei bandiți. Cogburn îi dă lui Pepper posibilitatea de a alege între a fi ucis pe loc sau să se predea pentru a fi spânzurat mai târziu la Fort Smith. Catalogând această „discuție prea îndrăzneață pentru un bărbat gras cu un singur ochi” (Cogburn poartă un plasture pe un ochi), Pepper îl înfurie pe Cogburn, care îi atacă pe cei patru bandiți și începe o luptă călare cu armele. Cogburn îl împușcă pe Ned în piept deasupra inimii. Cogburn îi ucide în cele din urmă pe frații Parmalee, iar „Dirty Bob” fuge. În luptă, Ned împușcă calul lui Rooster, care cade și-i prinde piciorul. Pepper, rănit mortal, se pregătește să-l omoare pe Rooster, dar La Boeuf trage de la mare distanță cu pușca Sharps, aruncându-l pe Ned din șa și ucigându-l.
În timp ce La Boeuf și Mattie se întorc în tabăra lui Pepper, Chaney iese din spatele unui copac și îl lovește pe La Boeuf în cap cu o piatră, fracturându-i craniul și lăsându-l inconștient. Mattie îl împușcă iar pe Chaney dar este împinsă înapoi de recul și cade într-o groapă de șerpi unde rămâne prinsă într-o rădăcină; apoi apare Cogburn. Cu mare dificultate, Cogburn coboară în groapă pe o frânghie pentru a o recupera pe Mattie, care este mușcată de un șarpe cu clopoței înainte ca Cogburn să-l poată ucide. La Boeuf, pe moarte, îi scoate din groapă luând frânghia și călărind. Cogburn este forțat să lase cadavrul lui La Boeuf neîngropat în timp ce călărește disperat pentru a găsi ajutor pentru Mattie la McAlester pe calul lui Mattie, care leșină de epuizare pe drum. Apoi „împrumută” o căruță de la trei bărbați de lângă un râu.
Ceva mai târziu, avocatul lui Mattie, J. Noble Daggett (John Fiedler), se întâlnește pe Cogburn la Fort Smith. În numele lui Mattie, Daggett îi plătește lui Cogburn banii pentru capturarea lui Chaney, plus un bonus pentru salvarea vieții ei. Cogburn se oferă să parieze că Mattie se va recupera foarte bine, un pariu pe care Daggett îl refuză.
În epilog, Mattie, cu brațul bandajat, se întoarce acasă, recuperându-se după rănile ei. Ea îi promite lui Cogburn că va fi înmormântat lângă ea în pământul familiei Ross după moartea sa. Cogburn acceptă cu reticență oferta ei, spunând că va mai dura ceva timp până atunci... și pleacă, sărind peste un gard pe noul său cal pentru a-i arăta că nu este prea bătrân și gras pentru așa ceva și călărește în depărtare.

## Distribuție
Au interpretat actorii:
- John Wayne - Reuben J. „Rooster” Cogburn
- Glen Campbell - La Boeuf
- Kim Darby - Mattie Ross
- Jeremy Slate - Emmett Quincy
- Robert Duvall - Lucky Ned Pepper
- Dennis Hopper - Moon
- Alfred Ryder - Goudy
- Strother Martin - Col. G. Stonehill
- Jeff Corey - Tom Chaney
- Ron Soble - Captain Boots Finch
- John Fiedler - Lawyer Daggett
- James Westerfield - Judge Parker
- John Doucette - Sheriff
- Donald Woods - Barlow
- Edith Atwater - Mrs. Floyd
- Carlos Rivas - Dirty Bob
- Isabel Boniface - Mrs. Bagby
- H. W. Gim - Chen Lee
- Ginger Cat - General Sterling Price (nemenționat)
- John Pickard - Frank Ross
- Elizabeth Harrower - Mrs. Ross
- Ken Renard - Yarnell
- Hank Worden - R. Ryan, the undertaker at Fort Smith
- Jay Ripley - Harold Parmalee
- Kenneth Becker - Farrell Parmalee
- Wilford Brimley - Minor Role (nemenționat)
- Leo Alton - Boarding House Guest (nemenționat)
- Forrest Burns - Courtroom Spectator (nemenționat)
- Gene Coogan - Boarding House Guest (nemenționat)
- Myron Healey - Deputy at Prisoner Unloading (nemenționat)
- Boyd "Red" Morgan - Red (Ferryman) (nemenționat)
- James McEachin - Judge Parker's Bailiff (nemenționat)
- Dennis McMullen - Bailiff (nemenționat)
- Robin Morse - Bit Part (nemenționat)
- Stuart Randall - McAlester (nemenționat)
- Connie Sawyer - Talkative Woman at Hanging (nemenționat)
- Jeffrey Sayre - Courtroom Spectator (nemenționat)
- Jay Silverheels - Condemned Man at Hanging (nemenționat)
- Dean Smith - Minor Role (nemenționat)
- Vince St. Cyr - Gaspargoo (nemenționat)
- Max Wagner - Courtroom Spectator (nemenționat)
- Guy Wilkerson - the Hangman (nemenționat)
- Chalky Williams - Courtroom Spectator (nemenționat)
- Tom Gosnell - John Wayne stunt double (nemenționat)